# Żarki-Letnisko
Żarki-Letnisko – miejscowość letniskowa w Polsce, położona w województwie śląskim, w powiecie myszkowskim, w gminie Poraj.
W latach 1975–1998 miejscowość administracyjnie należała do województwa częstochowskiego.

## Charakterystyka
Miejscowość położona jest w lesie sosnowym nad strugą Czarką. Od lat 60. XX wieku jest miejscem częstych wizyt turystów, głównie z terenów Górnego Śląska i Zagłębia. Znane są właściwości lecznicze żywic sosnowych, pomagających w wielu dolegliwościach związanych z chorobami płuc i astmą.
Towarzystwo Obserwatorów Słońca im. Wacława Szymańskiego prowadzi działalność w Obserwatorium przy ul. Kopernika 1.
Żarki-Letnisko posiadają bardzo dobre połączenie kolejowe i drogowe z Częstochową i Katowicami (zob. przystanek kolejowy Żarki-Letnisko).
Z Żarek-Letniska pochodzi aktorka Magdalena Cielecka.

## Zabytki i turystyka
W miejscowości można obejrzeć witkiewiczowskie wille drewniane z lat 30. XX wieku.

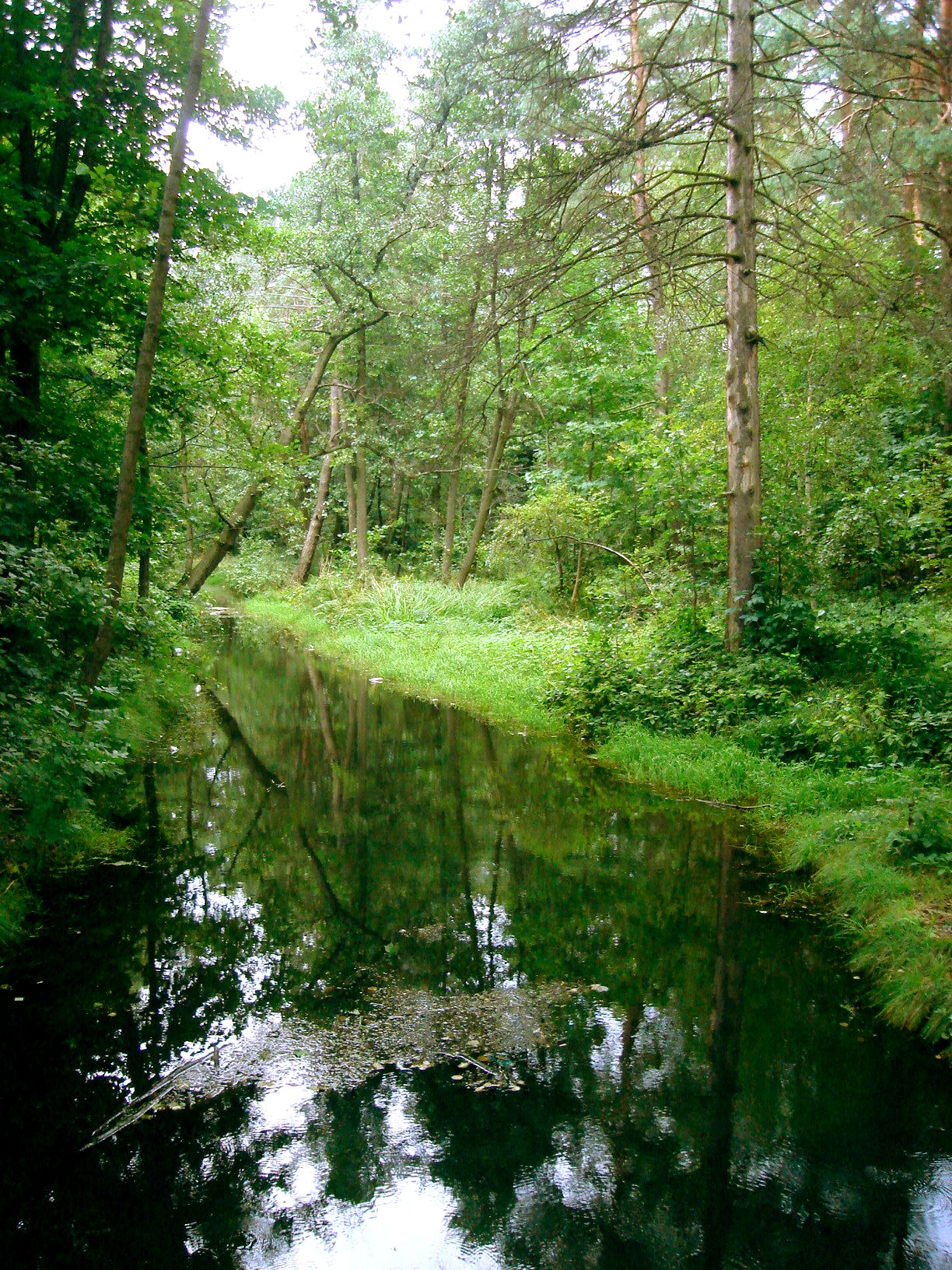
Struga Czarka